# Mąka sojowa

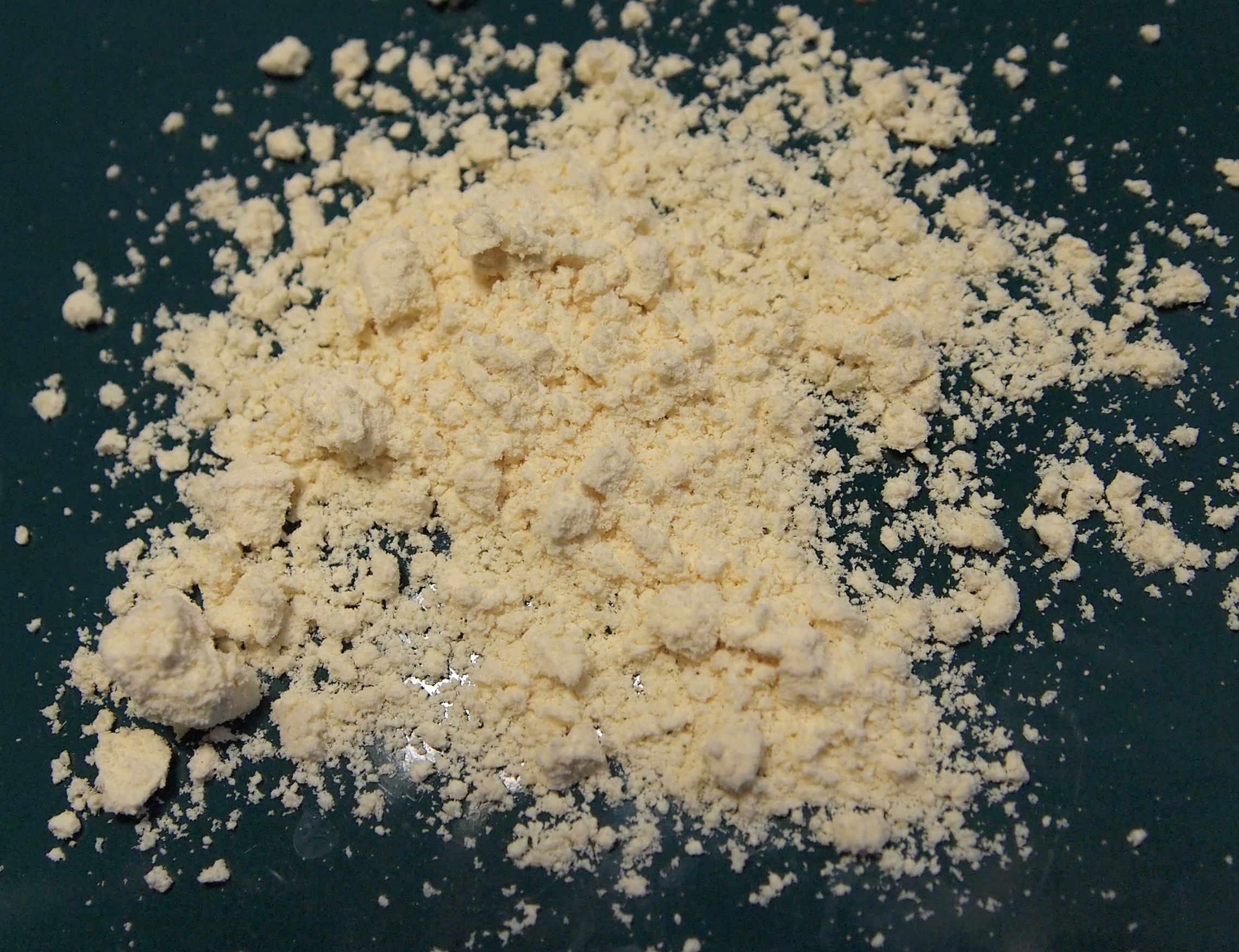
Mąka sojowa ma lekko żółtawą barwę, a po wypieczeniu nieco brązowieje

Mąka sojowa (ang. soybean meal, soy flour, soy powder) – półprodukt kulinarny przygotowywany z drobno zmielonych ziaren soi pozbawionych zewnętrznej okrywy lub z płatków sojowych po ekstrakcji tłuszczu. Wykorzystywana jest jako dodatek przy wytwarzaniu pieczywa, makaronów, płatków śniadaniowych oraz słodkich ciast i ciastek.
Posiada miałką i puszystą konsystencję. Posmak jest lekko orzechowy i można go wzmocnić podczas prażenia ziaren soi w procesie produkcji. Dobrze wchłania wodę i ma silne właściwości wiążące, dlatego nadaje się do zagęszczania zup i sosów, a w kuchni wegańskiej stosuje się ją jako zamiennik jajek. Stosowana jest również w dietach bezglutenowych. Używana bywa w procesie produkcji mleka sojowego i past sojowych. Jako dodatek poprawia cechy organoleptyczne wyrobów oraz wydłuża ich okres przydatności do spożycia.

## Rodzaje

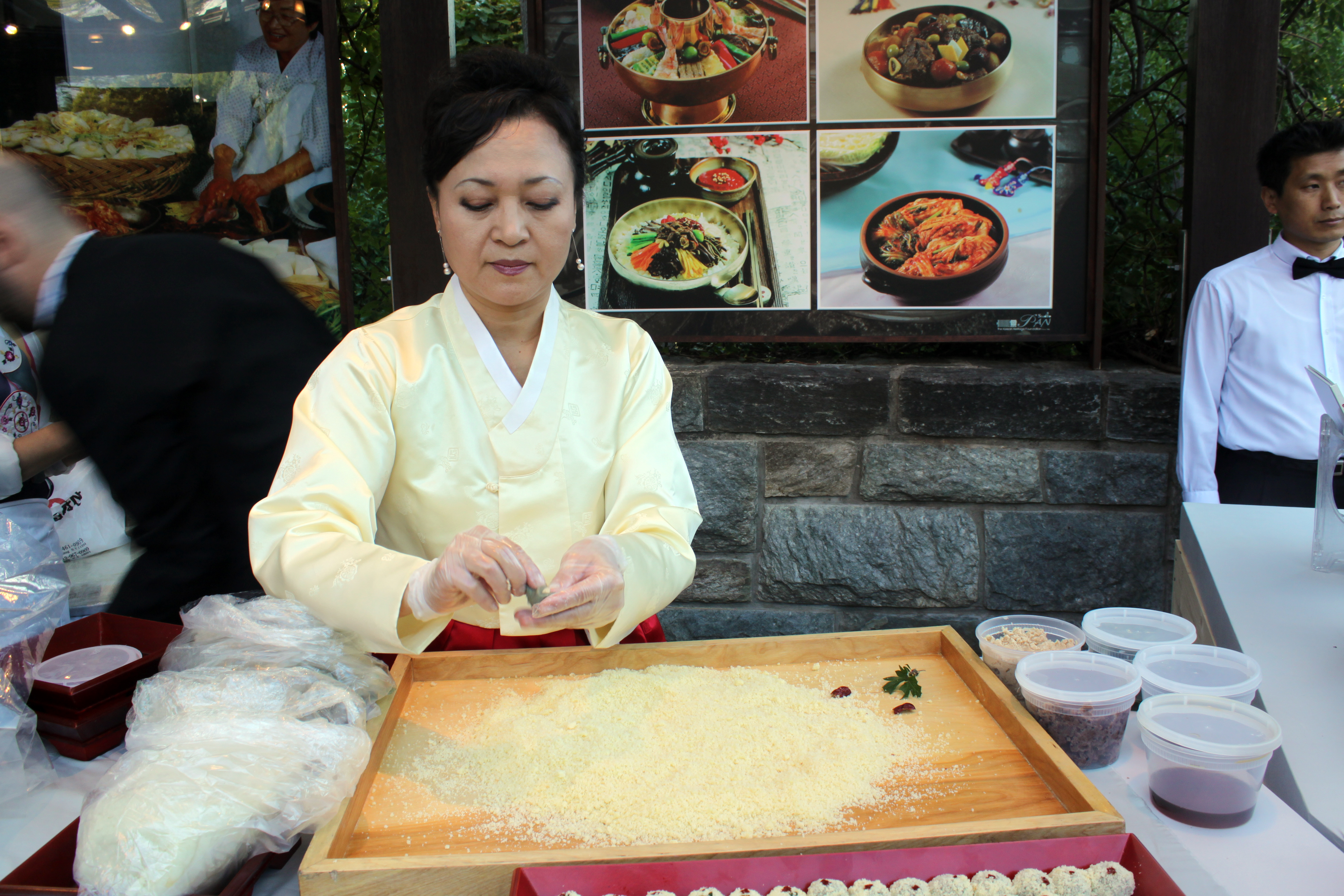
Mąka sojowa jest częstym składnikiem stosowanym w kuchni Dalekiego Wschodu

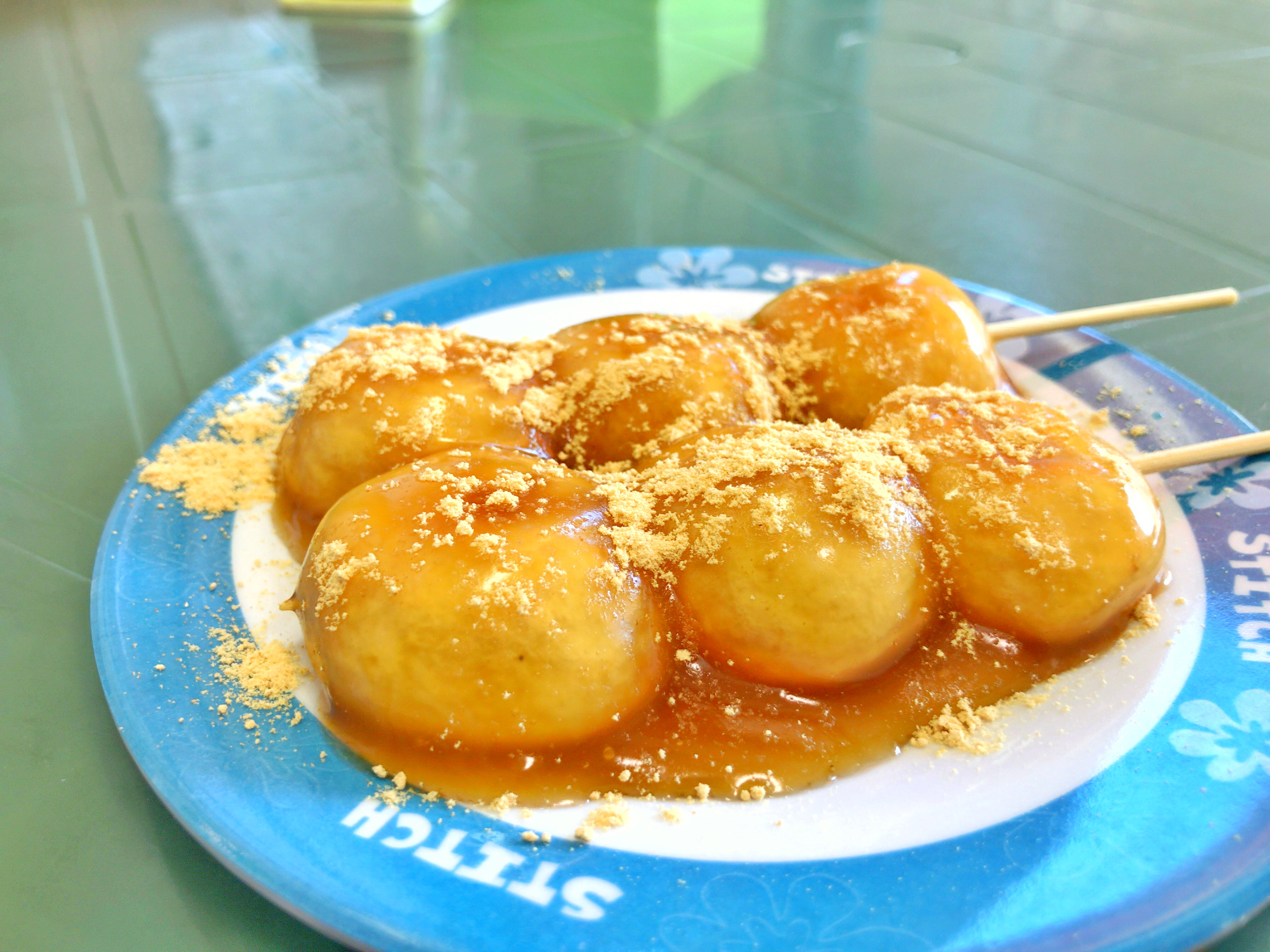
Bywa również stosowana w postaci surowej, m.in. do posypywania słodkich wypieków i deserów (tu: mitsu-dango)

Gatunki mąki sojowej różnią się zawartością tłuszczu, co wpływa na wartość energetyczną produktu:
- odtłuszczona: < 1,0%,
- o niskiej zawartości tłuszczu: 4,5-9,0%,
- o wysokiej zawartości tłuszczu: około 15,0%,
- pełnotłusta: 18-20%.

Produkt odtłuszczony jest bardziej sypki i kremowy; pełnotłusty lekko zbryla się i posiada bardziej żółtawą barwę. Odmianą mąki sojowej jest kinako, które wytwarza się z prażonych ziaren soi. Przemysłowa zmielona soja to częsty dodatek paszowy.